# ブライアン・レイノルズ (野球)
ブライアン・パトリック・レイノルズ（Bryan Patrick Reynolds, 1995年1月27日 - ）は、アメリカ合衆国メリーランド州ボルチモア出身のプロ野球選手（外野手）。右投両打。MLBのピッツバーグ・パイレーツ所属。

## 経歴

### プロ入り前
ヴァンダービルト大学時代の2014年にメンズ・カレッジ・ワールドシリーズでダンズビー・スワンソン、ウォーカー・ビューラーらと共に優勝メンバーとなっている。

### プロ入りとジャイアンツ傘下時代
2016年のMLBドラフト2巡目（全体59位）でサンフランシスコ・ジャイアンツから指名され、プロ入り。契約後、傘下のA-級セイラムカイザー・ボルケーノズでプロデビュー。A級オーガスタ・グリーンジャケッツでもプレーし、2球団合計で56試合に出場して打率.313、6本塁打、38打点、3盗塁を記録した。
2017年はA+級サンノゼ・ジャイアンツでプレーし、121試合に出場して打率.312、10本塁打、63打点、5盗塁を記録した。この年はオールスター・フューチャーズゲームのアメリカ合衆国選抜に選出された。

### パイレーツ時代
2018年1月15日にアンドリュー・マカッチェン及び金銭とのトレードで、カイル・クリックと共にピッツバーグ・パイレーツへ移籍した。シーズンでは傘下のAA級アルトゥーナ・カーブでプレーし、88試合に出場して打率.302、7本塁打、46打点、4盗塁を記録した。オフにはアリゾナ・フォールリーグに参加し、サプライズ・サグアロスに所属した。
2019年は開幕をAAA級インディアナポリス・インディアンスで迎えた。4月20日にメジャー契約を結んでアクティブ・ロースター入りした。メジャーデビューとなった同日のジャイアンツ戦では「6番・中堅手」で先発出場すると、4回裏にデレク・ホランドからメジャー初安打を放った。9月4日のマイアミ・マーリンズ戦ではホセ・ウレーニャからサヨナラ安打で勝利に貢献した。1年目から外野手のレギュラーとなり、134試合の出場で規定打席にも到達し、打率.314（リーグ7位）、16本塁打、68打点、OPS.880などの好成績で、後半は2番打者に定着した。守備では外野の3つ全てで先発出場を経験したが、左翼手での出場が一番多かった。新人王の投票では、ピート・アロンソ、マイク・ソロカ、フェルナンド・タティス・ジュニアに次ぐ4位だった。
2020年は60試合制で7月に開幕し、打撃成績は低迷した。守備では9月から中堅手に定着した。
2021年7月4日に選手間投票で控え野手として自身初となるオールスターゲームに選出されたが、オールスターゲーム前日の7月12日にファン投票で選出されていたロナルド・アクーニャ・ジュニアが故障で辞退したこともあり「8番・中堅手」で先発出場することが発表された。7月13日に開催されたオールスターゲームでは3回裏にオールスターゲーム初打席に立ってレンジャーズのカイル・ギブソンと対決したが、右飛に終わった。7月6日のアトランタ・ブレーブス戦ではタイラー・マツェックからサヨナラ四球で勝利に貢献した。7月10日のニューヨーク・メッツ戦ではフェンス越えの打球をブランドン・ニモのファインプレーで阻まれた。この年は159試合に出場し、打率.302（リーグ7位）、24本塁打、90打点、35二塁打（同7位）、8三塁打（同1位）、OPS.912（同7位）の好成績で、MVP投票では11位だった。

## 詳細情報

### 年度別打撃成績
| 年 度    | 球 団    | 試 合 | 打 席 | 打 数 | 得 点 | 安 打 | 二 塁 打 | 三 塁 打 | 本 塁 打 | 塁 打 | 打 点 | 盗 塁 | 盗 塁 死 | 犠 打 | 犠 飛 | 四 球 | 敬 遠 | 死 球 | 三 振 | 併 殺 打 | 打 率 | 出 塁 率 | 長 打 率 | O P S |
| -------- | -------- | ----- | ----- | ----- | ----- | ----- | -------- | -------- | -------- | ----- | ----- | ----- | -------- | ----- | ----- | ----- | ----- | ----- | ----- | -------- | ----- | -------- | -------- | ----- |
| 2019     | PIT      | 134   | 546   | 491   | 83    | 154   | 37       | 4        | 16       | 247   | 68    | 3     | 2        | 0     | 3     | 46    | 0     | 6     | 121   | 9        | .314  | .377     | .503     | .880  |
| 2020     | PIT      | 55    | 208   | 185   | 24    | 35    | 6        | 2        | 7        | 66    | 19    | 1     | 1        | 0     | 0     | 21    | 0     | 1     | 57    | 2        | .189  | .275     | .357     | .632  |
| 2021     | PIT      | 159   | 646   | 559   | 93    | 169   | 35       | 8        | 24       | 292   | 90    | 5     | 2        | 0     | 4     | 75    | 9     | 8     | 119   | 10       | .302  | .390     | .522     | .912  |
| 2022     | PIT      | 145   | 614   | 542   | 74    | 142   | 19       | 4        | 27       | 250   | 62    | 7     | 3        | 0     | 2     | 56    | 6     | 14    | 141   | 13       | .262  | .345     | .461     | .807  |
| 2023     | PIT      | 145   | 640   | 574   | 85    | 151   | 31       | 5        | 24       | 264   | 84    | 12    | 1        | 0     | 6     | 53    | 2     | 7     | 138   | 13       | .263  | .330     | .460     | .790  |
| 2024     | PIT      | 156   | 692   | 622   | 73    | 171   | 29       | 3        | 24       | 278   | 88    | 10    | 2        | 0     | 3     | 57    | 3     | 10    | 156   | 7        | .275  | .344     | .447     | .791  |
| MLB：6年 | MLB：6年 | 794   | 3346  | 2973  | 432   | 822   | 157      | 26       | 122      | 1397  | 411   | 38    | 11       | 0     | 18    | 308   | 20    | 46    | 732   | 54       | .276  | .352     | .470     | .821  |

- 2024年度シーズン終了時
- 各年度の太字はリーグ最高

### 年度別守備成績
| 年 度 | 球 団 | 左翼（LF） | 左翼（LF） | 左翼（LF） | 左翼（LF） | 左翼（LF） | 左翼（LF） | 中堅（CF） | 中堅（CF） | 中堅（CF） | 中堅（CF） | 中堅（CF） | 中堅（CF） | 右翼（RF） | 右翼（RF） | 右翼（RF） | 右翼（RF） | 右翼（RF） | 右翼（RF） |
| 年 度 | 球 団 | 試 合      | 刺 殺      | 補 殺      | 失 策      | 併 殺      | 守 備 率   | 試 合      | 刺 殺      | 補 殺      | 失 策      | 併 殺      | 守 備 率   | 試 合      | 刺 殺      | 補 殺      | 失 策      | 併 殺      | 守 備 率   |
| ----- | ----- | ---------- | ---------- | ---------- | ---------- | ---------- | ---------- | ---------- | ---------- | ---------- | ---------- | ---------- | ---------- | ---------- | ---------- | ---------- | ---------- | ---------- | ---------- |
| 2019  | PIT   | 79         | 130        | 4          | 3          | 0          | .978       | 25         | 49         | 0          | 0          | 0          | 1.000      | 31         | 58         | 0          | 1          | 0          | .983       |
| 2020  | PIT   | 37         | 62         | 4          | 2          | 1          | .971       | 17         | 33         | 1          | 0          | 0          | 1.000      | -          | -          | -          | -          | -          | -          |
| 2021  | PIT   | 17         | 30         | 1          | 0          | 0          | 1.000      | 137        | 324        | 3          | 2          | 1          | .994       | -          | -          | -          | -          | -          | -          |
| 2022  | PIT   | 1          | 5          | 0          | 0          | 0          | 1.000      | 127        | 277        | 2          | 2          | 1          | .993       | -          | -          | -          | -          | -          | -          |
| 2023  | PIT   | 119        | 204        | 1          | 1          | 0          | .995       | 18         | 16         | 0          | 1          | 0          | .941       | -          | -          | -          | -          | -          | -          |
| 2024  | PIT   | 118        | 211        | 7          | 2          | 1          | .991       | -          | -          | -          | -          | -          | -          | 22         | 30         | 4          | 0          | 1          | 1.000      |
| MLB   | MLB   | 371        | 642        | 17         | 8          | 2          | .988       | 324        | 699        | 6          | 5          | 2          | .993       | 53         | 88         | 4          | 1          | 1          | .989       |

- 2024年度シーズン終了時
- 各年度の太字はリーグ最高

### 記録
MiLB
- オールスター・フューチャーズゲーム選出：1回（2017年）

MLB
- MLBオールスターゲーム選出：1回（2021年）
- en:Topps All-Star Rookie Team：2019年（外野手部門）

### 諸記録
- 左右打席本塁打：1回

### 背番号
- 10（2019年 - ）